# Return to Cranford
Return to Cranford è una miniserie televisiva inglese del 2009, seguito della serie televisiva Cranford.
Judi Dench, Imelda Staunton, Julia McKenzie, Deborah Findlay e Barbara Flynn tornano nei loro ruoli, mentre Jonathan Pryce, Celia Imrie, Lesley Sharp, Nicholas Le Prevost, Jodie Whittaker, Tom Hiddleston, Michelle Dockery, Matthew McNulty e Rory Kinnear si uniscono al cast.

## Trama
Agosto 1844. È passato un anno e Matty Jenkyns, dopo aver chiuso il suo negozio, trascorre le giornate giocando con Tilly, la figlia della domestica Martha e del carpentiere Jem Hearne, felice che il fratello Peter sia a casa dopo essere stato in India. Il barone Buxton è tornato a Cranford in seguito alla morte della moglie, portando con sé il figlio William e la pupilla Erminia, mentre Lady Ludlow, in attesa del ritorno del figlio Septimus, sta morendo di cancro osseo. Nel frattempo, il giovane Harry Gregson si prepara a cominciare gli studi a Shrewsbury, beneficiando del testamento di Mr Carter e del supporto di Miss Galindo, e Peggy Bell cerca di fare del suo meglio curando la madre e il fratello opportunista Edward.